# Karl Ludwig von Bruck (Diplomat)
Karl Ludwig von Bruck (* 24. Dezember 1830 in Triest; † 9. November 1902 in Spielfeld) war ein österreichisch-ungarischer Diplomat.
Karl Ludwig von Bruck war der Sohn des gleichnamigen österreichischen Staatsmanns Karl Ludwig von Bruck. Von Bruck stand ab 1850 im diplomatischen Dienst des k.k. Außenministeriums und war ab 1868 Gesandter in Darmstadt, München und Rom.
Er starb 1902 auf Schloss Spielfeld und hinterließ seine Witwe Alexandrine von Bruck, geborene Freiin von Fehleisen, sowie zwei Töchter und einen Sohn. Die Schauspielerin Marie Boßler war seine Schwägerin.